# Canton de Castelnau-Rivière-Basse
Pour les articles homonymes, voir Castelnau.
Le canton de Castelnau-Rivière-Basse est un ancien canton français situé dans le département des Hautes-Pyrénées.

## Composition
Le Canton de Castelnau-Rivière-Basse regroupait 8 communes et comptait 1 981 habitants en 2012.
| Communes                | Population (2012) | Code postal | Code Insee |
| ----------------------- | ----------------- | ----------- | ---------- |
| Castelnau-Rivière-Basse | 706               | 65700       | 65130      |
| Hagedet                 | 40                | 65700       | 65215      |
| Hères                   | 124               | 65700       | 65219      |
| Lascazères              | 249               | 65700       | 65264      |
| Madiran                 | 536               | 65700       | 65296      |
| Saint-Lanne             | 119               | 65700       | 65387      |
| Soublecause             | 175               | 65700       | 65432      |
| Villefranque            | 85                | 65700       | 65472      |

## Administration

### Conseillers généraux de 1833 à 2015
| Période         | Période      | Identité                         | Étiquette          | Qualité                                                                                              |
| --------------- | ------------ | -------------------------------- | ------------------ | --- |
| 1833            | 1868         | Emile Dartigaux-Laplante Aîné    |                    | Grand propriétaire et négociant en vins Maire de Castelnau-Rivière-Basse (1833-1868)                 |
| 1868            | 1888 (décès) | Jean Lacôme                      | Républicain        | Officier de santé - Maire de Castelnau-Rivière-Basse (1868-1888)                                     |
| 1888            | 1895         | Ludger Nabonne                   | Rad.               | Viticulteur à Madiran                                                                                |
| 1895            | 1901         | Joseph Dangaix                   | Républicain rallié | Docteur en droit Maire de Madiran                                                                    |
| 1901            | 1919         | Gustave Mieussens                | Rad.               | Docteur en médecine, conseiller d'arrondissement, Castelnau-Rivière-Basse                            |
| 1919            | 1925         | Jean-Marie Ducuron               | URD                | Docteur en médecine Maire de Castelnau-Rivière-Basse                                                 |
| 1925            | 1931         | Jean Nabonne                     | Rad.               | Propriétaire-viticulteur Maire de Madiran                                                            |
| 1931            | 1940         | Pierre Despouey (1902-1969)      | Rad.               | Médecin, maire de Castelnau-Rivière-Basse                                                            |
|                 |              |                                  |                    | |
| 1945            | 1969 (décès) | Pierre Despouey                  | Rad.               | Médecin à Castelnau-Rivière-Basse, ancien résistant                                                  |
| 2 novembre 1969 | 1982         | Paul Despouey frère du précédent | Rad. puis MRG      | Huissier de justice Maire de Castelnau-Rivière-Basse (1935-1983), ancien conseiller d'arrondissement |
| 1982            | 1988         | Joseph Latapie                   | DVG puis MRG       | Agriculteur Maire de Hères                                                                           |
| 1988            | 1994         | Gilbert Perès                    | UDF                | Professeur Maire de Soublecause                                                                      |
| 1994            | 2001         | Joseph Latapie                   | DVG                | Chef d'entreprise Maire de Hères                                                                     |
| 2001            | 2015         | Francis Dutour                   | DVG puis PRG       | Viticulteur Maire de Madiran (2001-2014)                                                             |

### Conseillers d'arrondissement (de 1833 à 1940)
| Période                                  | Période      | Identité                                | Étiquette                | Qualité |
| ---------------------------------------- | ------------ | --------------------------------------- | ------------------------ | --- |
| 1833                                     | 1841 (décès) | Alexandre Marie Sabail ainé (1790-1841) |                          | Propriétaire à Castelnau-Rivière-Basse                                                                      |
| 1842                                     | 1848         | M. Burosse                              |                          | Propriétaire à Hères                                                                                        |
|                                          |              |                                         |                          | |
| 1886                                     |              | Jean-Henri Mieussens (1820-1894)        | Républicain              | Notaire à Castelnau-Rivière-Basse                                                                           |
|                                          | 1898         | Pierre Ducuron                          | Républicain opportuniste | Médecin, Castelnau-Rivière-Basse                                                                            |
| 1898                                     | 1901         | Gustave Mieussens (1854-1935)           | Rad.                     | Docteur en médecine, Castelnau-Rivière-Basse                                                                |
| 1904                                     |              | M. Despouey                             | Républicain              | |
|                                          |              |                                         |                          | |
| 1922                                     | 1940         | Paul Despouey (1897-1983)               | Radical                  | Huissier de justice, maire de Castelnau-Rivière-Basse                                                       |
| 1940                                     |              |                                         |                          | Les conseils d'arrondissement ont été suspendus par la loi du 12 octobre 1940 et n'ont jamais été réactivés |
| Les données manquantes sont à compléter. |              |                                         |                          | |